# جيمس إتش كارترايت
جيمس إتش كارترايت (بالإنجليزية: James H. Cartwright)‏ هو محامي وقاضي أمريكي، ولد في 1 ديسمبر 1842، وتوفي في 18 مايو 1924.